# مسا کمپ (کالیفرنیا)
مسا کمپ (به انگلیسی: Mesa Camp) یک منطقهٔ مسکونی در ایالات متحده آمریکا است که در شهرستان مونو، کالیفرنیا واقع شده‌است. مسا کمپ ۱٬۷۵۶ متر بالاتر از سطح دریا واقع شده‌است.